# Miles Goodmann
Miles Goodman (ur. 27 sierpnia 1949 w Los Angeles, zm. 16 sierpnia 1996 w Brentwood) – amerykański twórca muzyki filmowej.
Goodman skomponował muzykę do kilkunastu filmów niektóre z nich to;
- Footloose film z 1984 roku w reżyserii Herberta Rossa.
- Sklepik z horrorami film z 1986 roku w reżyserii Franka Oza.
- Kochany urwis film z 1990 roku w reżyserii Dennisa Dugana.